# Цючу-Цзюйліньді
Цючу-Цзюйліньді (кит.: 醢童尸逐侯鞮; д/н — 63) — 5-й шаньюй південних хунну в 63 році.

## Життєпис
Син шаньюя Цюфуюді. Пронього відомості омбежені. СпочаткузвавсяСу. Посів трон 63 року після смерті стриєчного брата Хайтун-Шічжухоуді. Прийняв ім'я Цючу-Цзюйліньді. Втім панував лише декілька місяців, померши від якоїсь хвороби. Йому спадкував стриєчний брат Хусє-Шічжухоуді.